# Jacek Januszyk
Jacek Januszyk (ur. 16 maja 1962 w Kętach) – polski operator filmowy, reżyser, scenarzysta, producent, wykładowca.

## Doświadczenie zawodowe i artystyczne
Absolwent Wydziału Operatorskiego Szkoły Filmowej w Łodzi. Zadebiutował zdjęciami do filmu Mariusza Fronta Portret podwójny, który otrzymał nominację do Złotych Lwów festiwalu FPFF w Gdyni, oraz nagrodę jury za "Poszukiwanie nowych form wyrazu". Posiada wieloletnie doświadczeniem w realizacji różnorodnych projektów filmowych i telewizyjnych. Współpracował między innymi z takimi reżyserami jak A. Wajda, J. J. Kolski, J. Bogajewicz, W. Smarzowski, M. Ślesicki, W. Pasikowski, K. Lupa, J. Zaorski, L. Wosiewicz, G. Kędzielawska, M. Pawłowski, K. Visconti. Swoje umiejętności zawodowe rozwijał u boku uznanych twórców obrazu filmowego – Jolanty Dylewskiej, Pawła Edelmana i Krzysztofa Ptaka. Pod szyldem artystycznego stowarzyszenia "Ciemność" w duecie z A. Sikorą realizował swoje pierwsze autorskie projekty filmowe, m.in. fabularny debiut średniego metrażu Babie Lato. W jego zawodowym dorobku filmowym znajdują się filmy łączące wysoki poziom artystyczny z potencjałem komercyjnym, np. superprodukcja W pustyni i w puszczy – film wyreżyserowany przez nagrodzonego Oscarem, Gavina Hooda. Pracował przy takich tytułach jak: Panna Nikt, Przeprowadzki, Historia Kina w Popielawach, Demony Wojny, Prawo ojca, Operacja Samum, Sara, Boże skrawki, Laura, Południe-północ, Imagine, Legiony, etc.
Jacek Januszyk zadebiutował jako reżyser i scenarzysta filmem fabularnym Trzy Upadki Świętego, który został zaprezentowany na festiwalu w Cannes w sekcji Polish Days oraz na festiwalu MFF Nowe Horyzonty. Jest również autorem wielu filmów dokumentalnych, m.in. Mój ołtarz, Tamilskie tygrysy, Allah Nasrallah, Birma. Za zdjęcia do filmu Dotknięcie Anioła otrzymał Grand Prix na Międzynarodowym Festiwalu Filmowym w Rijece, a sam film zdobył ponad czterdzieści nagród, m.in. "Hollywood Eagle Documentary Award" w Los Angeles. Zakazana miłość to z kolei film nominowany za zdjęcia do nagrody Deutscher Kamerapreis. Kolejny projekt, Sztuka ponad życiem to fabularyzowany dokument o Zofii Stryjeńskiej, słynnej malarce oddanej kultowi prasłowiańskiej sztuki. Etiuda na skrzypce i wiolonczelę opowiada o dramatycznej historii kobiecej orkiestry obozowej z Birkenau. Na etapie dewelopmentu realizuje kolejne filmy fabularne – Uzdrowiciel i Trzy dni z mordercą. Wartość artystyczna wielu z wymienionych projektów została doceniona przyznaniem na ich realizację dotacji PISF.
Właściciel studia produkcyjnego Cyklop Film.